# Уэхоцинго
Уэхоцинго (исп. Huejotzingo) — муниципалитет в Мексике, входит в штат Пуэбла. Население — 47 301 человек.

## История
Кодекс Уэшоцинко, принадлежавший Чаверо, 1578 н. э., «является одним из документов, относящихся к разбирательству в королевском суде, которое было начато жителями Уэшоцинко против местных чиновников, которые обвинялись во взыскании несправедливых и непомерных налогов».

## Люди, связанные с Уэхоцинго
- Луис Салома (1866—1956), мексиканский скрипач — родился в Уэхоцинго.

## Фотографии

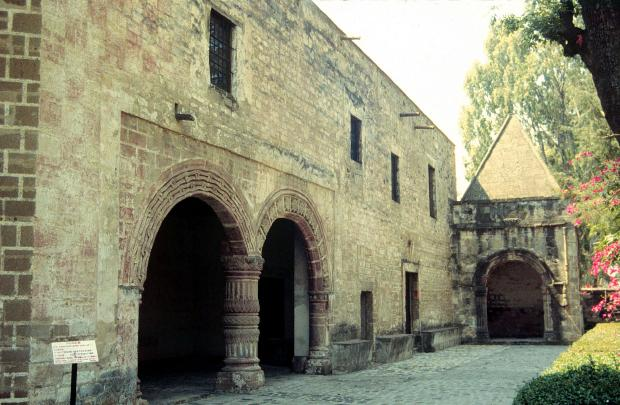
Капелла
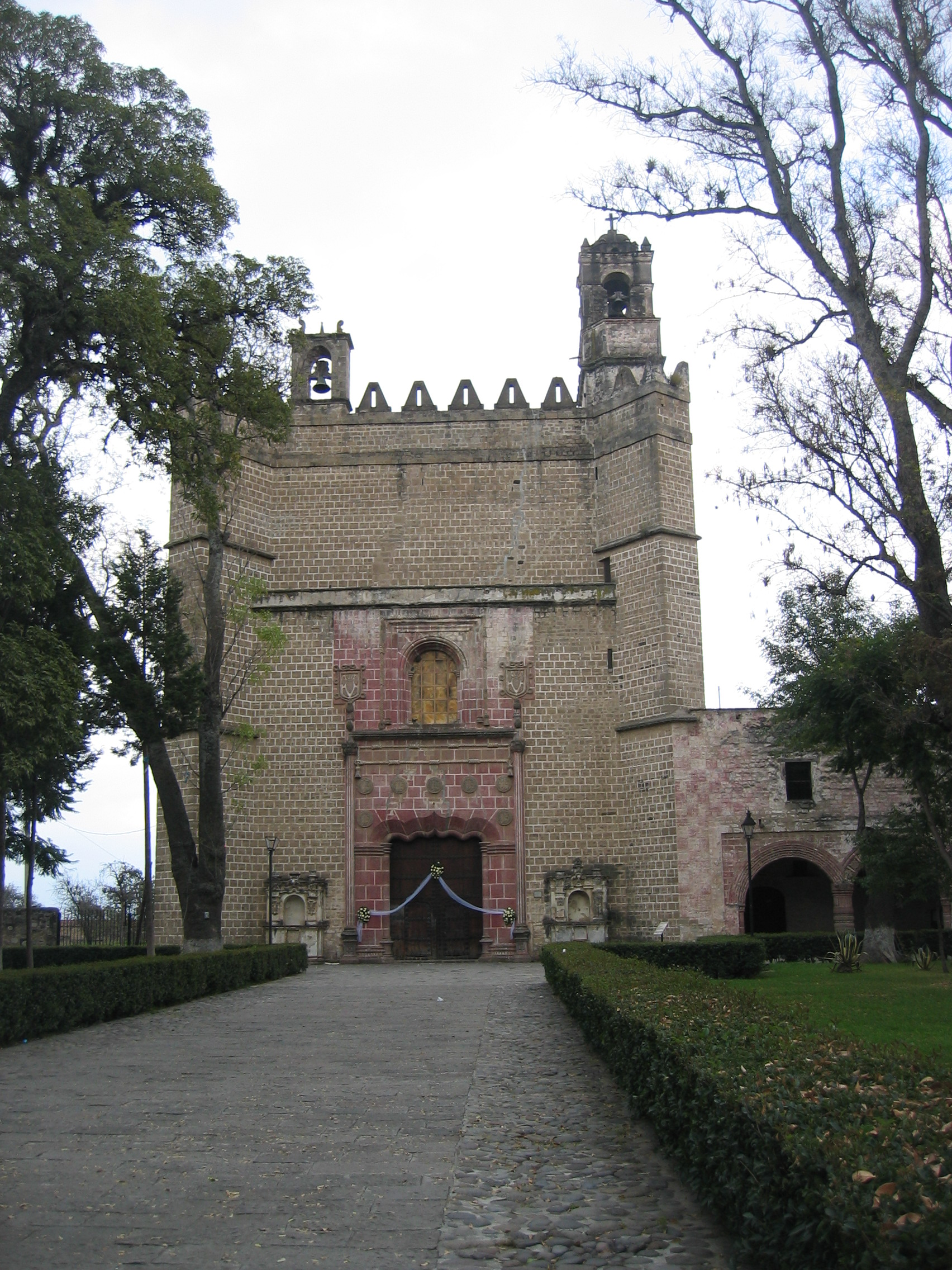
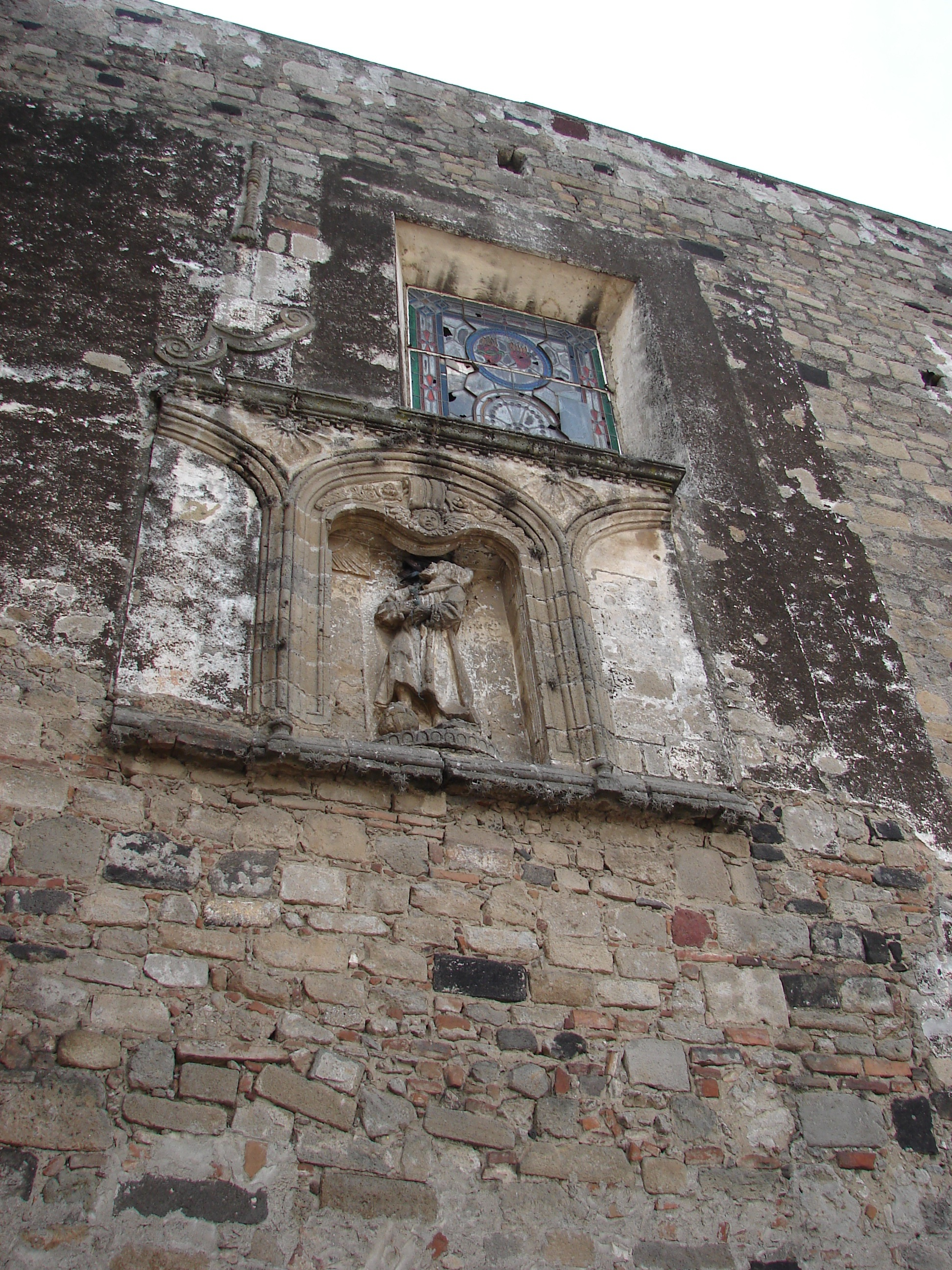